# История Гуанси-Чжуанского автономного района
История провинции Гуанси-Чжуанского автономного района — цепь важнейших событий от доисторической эпохи до нового времени, происходивших на территории современного китайского Гуанси-Чжуанского автономного района.

## Древность
В пещере Лунадун обнаружены два зуба, датируемые возрастом от 70 до 126 тысяч лет назад. В пещере Чжижэньдун обнаружены два зуба и часть нижней челюсти возрастом 100—113 тыс. л. н., предположительно относящиеся к виду Homo sapiens.
В эпоху мезолита территория нынешнего Гуанси-Чжуанского автономного района входила в ареал культуры хоабинь (распространённой также и в северном Индокитае).
В I тысячелетии до н. э. территория Гуанси составляла часть ареала расселения группы племён, известных китайцам под названием «байюэ» (в их число входили и предки нынешних чжуанов).

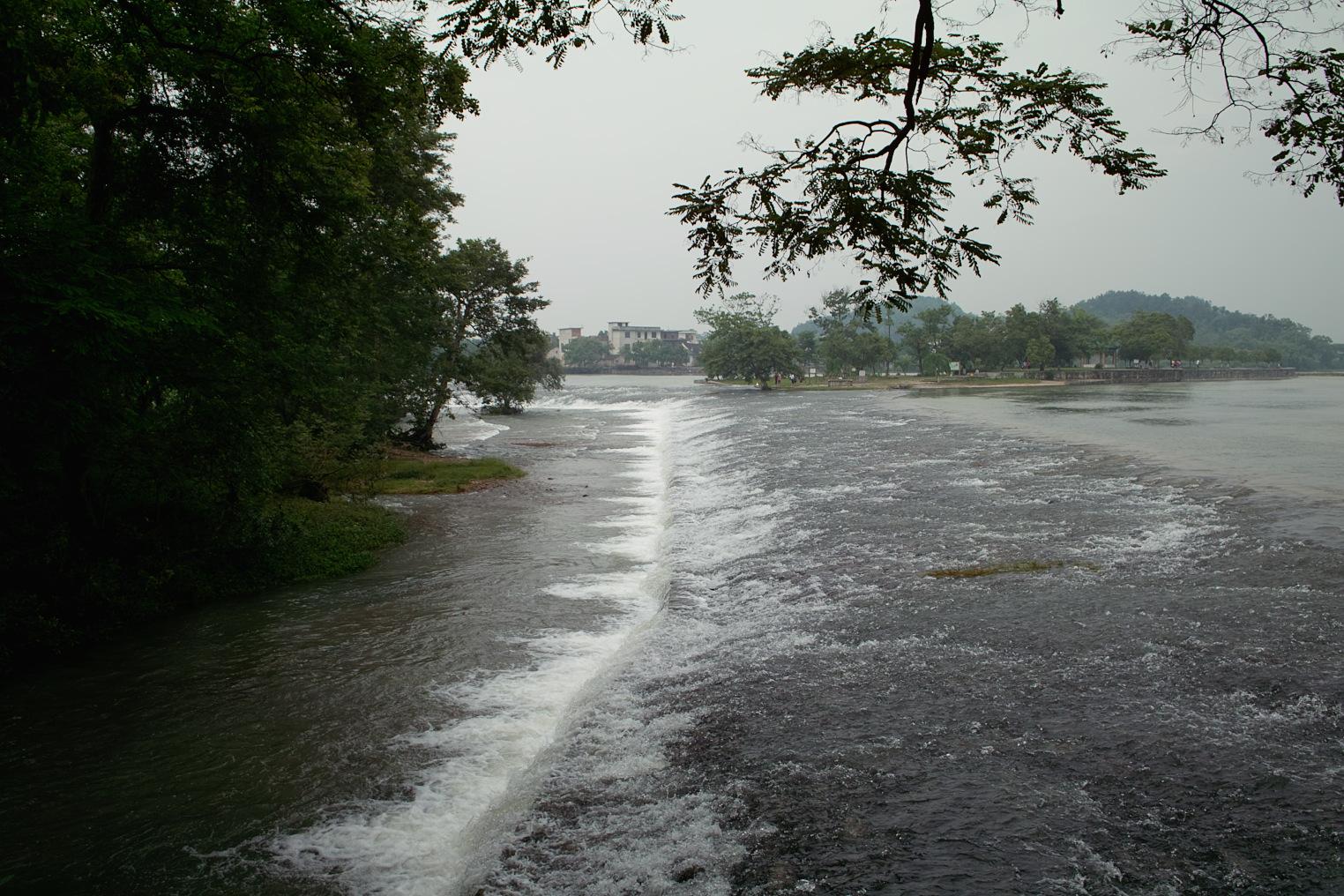
Канал Линцюй в наши дни

Стремясь подчинить земли байюэ своей власти, император Цинь Шихуан в 215 году до н. э. приказал Ши Лу прорыть канал Линцюй, соединивший реки Сянцзян и Лицзян. Этот канал, открывавший путь к южным территориям и позволявший снабжать войска провиантом и оружием, был построен циньскими солдатами в рекордно короткий срок. В 214 году до н. э. полумиллионное циньское войско, разделённое на пять двигавшихся различными маршрутами армий, завоевало земли байюэ, и они были включены в состав империи Цинь. С этого времени начинается постепенное проникновение китайского населения на территорию Гуанси.
После краха в 207 году до н. э. империи Цинь один из циньских чиновников, командовавший во время циньского вторжения одной из пяти армий Чжао То, основал на землях байюэ независимое государство Наньюэ (Намвьет) со столицей в городе Паньюй (ныне — Гуанчжоу), охватывавшее земли современных Гуанси-Чжуанского автономного района, провинций Гуандун и Хайнань, а также северного Вьетнама. В 111 году до н. э. ханьский император У-ди направил против Намвьета две армии под командованием Лу Бодэ и Ян Пу, которые захватили Паньюй, а затем и всю страну. Государство Намвьет было ликвидировано, а его земли вошли в состав империи Хань.
Реальный контроль ханьских властей распространялся преимущественно на южные и восточные районы Гуанси, где концентрировалось китайское население. Однако ханьские императоры стремились обеспечить эффективный контроль и над районами проживания коренного населения. Так, император Гуан У-ди в связи с выступлениями местных племён Юго-Западного Китая против произвола ханьских чиновников в 42 году направил туда карательную армию генерала Ма Юаня; основной целью армии было подавление восстания сестёр Чынг во Вьетнаме, но боевые действия велись и на юго-западе Гуанси.

## Средние века
В III—VI веках письменные памятники фиксируют на территории Гуанси народ ляо (или лао), в котором современные исследователи видят предков тайских народов. Ляо жили в свайных домах; у них высоко ценились бронзовые барабаны, которые использовались во время религиозных церемоний и как средство оповещения о начале военных действий. К VI веку ляо расселяются на значительной территории, охватывающей, помимо Гуанси, также ряд районов провинций Сычуань, Гуйчжоу, Хунань и Гуандун.
В VII—XIII веках происходит значительный приток в Гуанси китайских переселенцев из более северных районов. Рост населения привёл к увеличению в этот период числа городов с 10 (начало VII века) до 35 (конец XIII века).
Попытка китайских властей во времена империи Тан усилить контроль над районами проживания некитайского населения Гуанси привела в середине VIII века к затяжной вооружённой борьбе местных племён с танскими властями; наибольшую активность во время этой борьбы проявляли вожди из родов Хуан, Вэй, Чжоу, Нун, Нин, Мо, Ляо.
Начало 2-й половины XII века ознаменовалось борьбой местного населения на юго-западе нынешнего автономного района против власти империи Сун. Её возглавил Нун Чжигао, который поднял в 1052 году восстание и захватил город Пинма в среднем течении Юцзяна, а затем спустился по этой реке до Юнчжоу (современный Наньнин). Заняв с боем этот город, Нун Чжигао провозгласил создание государства Наньтянь, а затем двинулся на восток и в течение 57 дней осаждал Гуанчжоу, но взять этот крупный город не смог. Вернувшись на запад, он распространил свою власть на обширные районы Гуанси. Однако сунская армия под командованием генерала Ди Цина нанесла в начале 1053 года Нун Чжигао поражение в битве при Куньлуне, и тот отступил в пределы государства Дали.
К XIII веку в Гуанси термин «ляо»/«лао» выходит из употребления. В северо-восточной её части распространяется новый этноним — «чжуан»; уже китайский поэт XII века Фань Чэнда писал: «людей из Цинъюаня, Наньданя и Сидуна называют чжуан». На юго-западе Гуанси (бассейн Цзоцзяна) этот этноним не употреблялся, и там отмечено присутствие этнической группы «нун». Позднее часть нун продвинулась на юго-запад — в пределы северного Вьетнама, где их потомки образовали народ нунг.

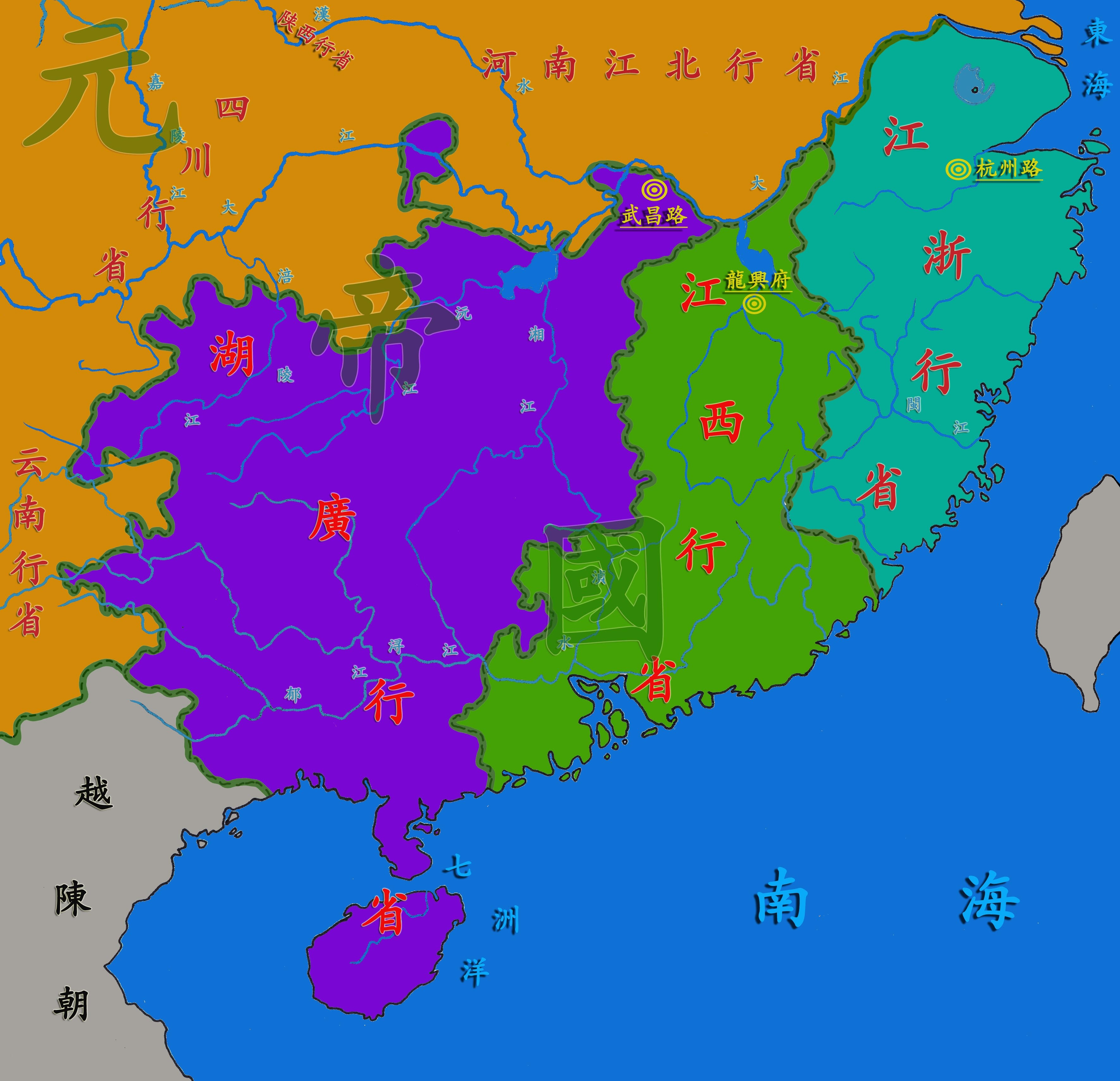
Южный Китай во времена империи Юань; синим цветом закрашена территория, подчинённая Хугуанскому син-чжуншушэну

Во время монгольской империи Юань территория внутреннего Китая была поделена на восемь крупных регионов, управлявшихся син-чжуншушэнами; территория Гуанси входила подчинялась Хугуанскому син-чжуншушэну.
Ещё во времена империй Тан и Сун складывается система косвенного управления теми районами юга и юго-запада Китая, где большинство населения составляли некитайские народы. Введение здесь непосредственного управления китайских чиновников наталкивалось как на непонимание и сопротивление местного населения, так и на нежелание самих чиновников ехать в эти отдалённые и опасные места (ещё в XII веке многие чиновники считали, что отправиться на службу в Гуанси означало почти то же, что взойти на плаху). Поэтому управление «инородцами» велось через племенных предводителей, которые считались состоящими на государственной службе, но обладали правом наследования должности.
Монголы усовершенствовали эти методы косвенного управления, создав систему тусы (кит. упр. 土司, пиньинь tŭsī) — «местных чиновников». Номенклатура тусы различного ранга была тщательно разработана; они отвечали за сбор «дани», набор войска, строительство дорог и функционирование системы ямской гоньбы.
После свержения власти монголов и образования империи Мин Гуанси стала самостоятельной провинцией с центром в Гуйлине. В эту эпоху доля чжуанов в населении провинции составляла примерно 50 %, яо — 30 %, ханьцев — 20 %. При империи Мин намечается постепенный отход от системы тусы, а в 1-й половине XVIII века цинские власти отменяют должности тусы в Гуанси и соседних провинциях Гуйчжоу и Юньнань. После этого всё местное население было переведено на положение податных дворов с подчинением чиновникам, назначаемым из центра.

## Новое время
В 1850 году именно в Гуанси (в селении Цзиньтянь уезда Гуйпин) началось Цзиньтяньское восстание под руководством Хун Сюцюаня, вылившееся в потрясшее весь Китай Восстание тайпинов. В армии тайпинов неханьские национальности составляли 25—30 % численности бойцов, причём большинство из этих бойцов были чжуанами, а на втором месте находились яо. Чжуанами по происхождению были такие видные вожди тайпинов, как Вэй Чанхуэй, Сяо Чаогуй, Линь Фэнсян и Ли Кайфан.
6 ноября 1911 года расквартированные в Гуанси воинские части поддержали Синьхайскую революцию, провозгласив независимость провинции от Цинской империи. Позднее провинция служила базой влиятельных милитаристских клик («старая гуансийская клика», «новая гуансийская клика»).
В 1912 году столица провинции Гуанси была перенесена из Гуйлиня в Наньнин, в 1936—1949 годах столицей вновь был Гуйлинь. Сейчас столица провинции Наньнин.

## В составе Китайской Республики
Победа Синьхайской революции не принесла немедленных улучшений в жизни крестьянства Гуанси, где продолжал господствовать феодальный гнёт. Особенно тяжёлым было положение крестьян в районах, заселённых национальными меньшинствами, где отмечались случаи продажи крестьян целыми деревнями. Это вызывало крестьянские волнения; так, в районе реки Юцзян в 1914—1922 гг. действовала «большая объединённая дружина», насчитывавшая до 7 тыс. яо, мяо, чжуанов и ханьцев и наводившая страх на местных помещиков.
В начале 1920-х гг. в западных уездах Гуанси (Дунлань, Фэншань, Байсэ) пропагандистскую работу среди чжуанских крестьян развернул чжуанский революционер Вэй Бацюнь. Созданный им в 1923 году вооружённый крестьянский отряд развернул вооружённую борьбу против феодалов и продажных чиновников, а в октябре сумел даже захватить уездный город Дунлань и изгнать оттуда уездного начальника. Карателям удалось захватить город и рассеять повстанцев лишь в апреле 1924 года.
Вэй Бацюнь в мае 1924 года совершил поездку в революционный Кантон, где на курсах крестьянского движения познакомился с начальными основами социально-политических знаний. Вернувшись в родные места, он организовал крестьянский союз, а осенью 1925 года создал в Дунлане курсы для активистов крестьянского движения; эти курсы располагались на скале Бэйди-янь, переименованной позднее в Ленин-янь («Ленинская скала»), а общее число слушателей превысило 300 человек. В том же 1925 году в Гуанси появляются первые организации компартии Китая. В феврале 1926 года в горах Сишань с компактным яоским населением был создан революционный комитет уезда Дунлань (председатель — Вэй Бацюнь, вступивший осенью того же года в компартию). Когда в октябре 1926 г. начальником Дунлань стал коммунист Чэнь Мяньшу, ревком получил возможность легальной деятельности и перебрался в уездный центр. Так в Дунлане возникла прочная база крестьянского движения; крестьянские союзы и отряды самообороны появились и в ряде других уездов Гуанси.

Провинция Гуанси в составе Китайской Республики (без выхода к морю)

Во время японо-китайской войны (1937—1945 гг.) провинция Гуанси стала ареной боевых действий. 15 ноября 1939 года в ходе своего наступления в Юго-Западном Китае японские войска захватили город Наньнин, перерезав железную дорогу между Ханоем и Чанша. Часть провинции Гуанси оказалась оккупированной. В феврале 1940 года японские войска, правда, оставили Наньнин. Однако во второй половине 1944 года в ходе операции «Ити-Го» они предприняли новое крупное наступление в Юго-Западном Китае, в ходе которого овладели Ханькоу-Гуанчжоуской железной дорогой на всём её протяжении и захватили бо́льшую часть провинции Гуанси; при этом 10 ноября 1944 года они взяли город Гуйлинь, а 10 ноября — Наньнин. Покинули территорию Гуанси японские войска только в 1945 году, после капитуляции Японии.

## В составе КНР
В конце 1949 года, на заключительном этапе гражданской войны в Китае, действия Народно-освободительной армии Китая, руководимой коммунистами, по вытеснению из Гуанси гоминьдановских войск вылились в Гуансийскую операцию (31 октября — 14 декабря). В ходе её силы 4-й полевой армии Линь Бяо 22 ноября заняли провинциальную столицу Гуйлинь, 4 декабря — Наньнин, а 11 декабря вышли к таможенному посту на границе с Вьетнамом.
После вхождения в состав КНР провинция Гуанси, как и прочие провинции страны, была разделена на «специальные районы». Однако новое административное устройство провинции было сформировано не сразу, и в 1950-х годах оно менялось в весьма широком диапазоне. Чтобы провинция получила выход к морю, в её состав в 1952 году был переведён Специальный район Циньчжоу (с портами Бэйхай и Фанчэн), до этого входивший в состав провинции Гуандун. В декабре 1952 года три специальных района в западной и центральной частях провинции Гуанси были подчинены новой структуре — Гуйси-Чжуанскому автономному району (桂西壮族自治区). В 1955 году Специальный район Циньчжоу был возвращён в состав провинции Гуандун, а в 1956 году Гуйси-Чжуанский автономный район был переименован в Гуйси-Чжуанский автономный округ (桂西僮族自治州).
5 марта 1958 года Гуйси-Чжуанский автономный округ был упразднён, а вся провинция Гуанси была преобразована в Гуанси-Чжуанский автономный район. В июне 1965 года в его состав из провинции Гуандун был вновь передан Специальный район Циньчжоу, и автономный район приобрёл свои современные границы. В 1971 году «специальные районы» были переименованы в «округа», а к концу XX века они были преобразованы в городские округа.